# Chácaras Madalena
Chácaras Madalena é um bairro do município brasileiro de Ipatinga, no interior do estado de Minas Gerais. Localiza-se no distrito Barra Alegre, estando situado na Regional VIII. Segundo o censo demográfico de 2022, realizado pelo Instituto Brasileiro de Geografia e Estatística (IBGE), sua população era de 2 040 habitantes e havia 724 domicílios particulares permanentes ocupados. Possui área de 2,5 km² conforme a prefeitura.
De acordo com o IBGE, em 2010 a população era de 1 883 habitantes e havia 539 domicílios particulares.

## História e descrição
A área do atual bairro pertenceu originalmente a José Amâncio de Araújo, sendo loteada e vendida por seus filhos após sua morte. Um problema em lugares pontuais do bairro foi o parcelamento de terras de forma irregular, fazendo com que lotes em áreas de risco fossem vendidos a preços baixos, o que foi um atrativo para a população de baixa renda. Em 2012, ainda havia um loteamento irregular sendo executado, inclusive com intervenções clandestinas em Área de Preservação Permanente (APP). As ocupações e loteamentos indevidos foram responsáveis por degradar cursos hídricos e secar nascentes.
A localidade é banhada pelo ribeirão Ipanema e a maioria de suas ruas são sinuosas. Alguns pontos de referência são o campo do Chácaras Madalena, que já foi utilizado para partidas de torneios de futebol amador da cidade, e a área da Pedreira Madalena. A Igreja Nossa Senhora Aparecida, por sua vez, representa a sede da comunidade católica local, que está subordinada à Paróquia São Pedro. Segundo o IBGE, o bairro possui uma área considerada como favela e comunidade urbana, denominada Final da Tucanuçu, que tinha 1 373 habitantes em 2022.